# UFC 218
UFC 218: Holloway vs. Aldo 2（ユーエフシー・ツーエイティーン：ホロウェイ・バーサス・アルド・ツー）は、アメリカ合衆国の総合格闘技団体「UFC」の大会の一つ。2017年12月2日、ミシガン州デトロイトのリトル・シーザーズ・アリーナで開催された。

## 大会概要
本大会のメインイベントではUFC世界フェザー級タイトルマッチとして王者マックス・ホロウェイと挑戦者ジョゼ・アルドによる対戦が行われ、TKO勝ちでホロウェイが王座の初防衛に成功した。

## 試合結果

### アーリープレリム
第1試合 ヘビー級 5分3R
○  ジャスティン・ウィリス vs.  アレン・クラウダー ×
1R 2:33 KO（左フック）
第2試合 ライトヘビー級 5分3R
○  ドミニク・レイエス vs.  ジェレミー・キンボール ×
1R 3:39 リアネイキドチョーク
第3試合 ウェルター級 5分3R
○  アブドゥル・ラザク・アルハッサン vs.  サバ・ホマシ ×
1R 4:21 TKO（左フック）
第4試合 女子ストロー級 5分3R
○  アマンダ・クーパー vs.  アンジェラ・マガーニャ ×
2R 4:34 TKO（パウンド）

### プレリミナリーカード
第5試合 女子ストロー級 5分3R
○  フェリス・ヘリッグ vs.  コートニー・ケイシー ×
3R終了 判定2-1（28-29、29-28、29-28）
第6試合 ライト級 5分3R
○  デビッド・テイマー vs.  ドラッカー・クロース ×
3R終了 判定3-0（30-27、30-27、29-28）
第7試合 ウェルター級 5分3R
○  ヤンシー・メデイロス vs.  アレックス・オリベイラ ×
3R 2:02 TKO（パンチ連打→パウンド）
第8試合 ライト級 5分3R
○  ポール・フェルダー vs.  チャールズ・オリベイラ ×
2R 4:06 TKO（グランド肘打ち連打）

### メインカード
第9試合 女子ストロー級 5分3R
○  ティーシャ・トーレス vs.  ミシェル・ウォーターソン ×
3R終了 判定3-0（30-27、29-28、29-28）
第10試合 ライト級 5分3R
○  エディ・アルバレス vs.  ジャスティン・ゲイジー ×
3R 3:59 KO（右膝蹴り）
第11試合 フライ級 5分3R
○  ヘンリー・セフード vs.  セルジオ・ペティス ×
3R終了 判定3-0（30-27、30-27、30-27）
第12試合 ヘビー級 5分3R
○  フランシス・ガヌー vs.  アリスター・オーフレイム ×
1R 1:42 KO（左アッパー）
第13試合 UFC世界フェザー級タイトルマッチ 5分5R
○  マックス・ホロウェイ vs.  ジョゼ・アルド ×
3R 4:51 TKO（パウンド）
※ホロウェイが初防衛に成功。

### 各賞
ファイト・オブ・ザ・ナイト： エディ・アルバレス vs. ジャスティン・ゲイジー、ヤンシー・メデイロス vs. アレックス・オリベイラ
パフォーマンス・オブ・ザ・ナイト： 該当者なし
各選手にはボーナスとして5万ドルが授与された。